# Тарханов, Ильдар Абдулхакович
Ильда́р Абдулха́кович Тарха́нов (род. 14 февраля 1945 г., г. Казань) — советский и российский учёный-правовед, доктор юридических наук, профессор, Заслуженный юрист Республики Татарстан, Заслуженный юрист Российской Федерации, декан юридического факультета Казанского (Приволжского) федерального университета (1992—2015), член Высшей квалификационной коллегии судей.

## Биография
В 1973 году окончил Казанский государственный университет по специальности правоведение. С 1973 года работал последовательно ассистентом, старшим преподавателем, доцентом, профессором кафедры уголовного права юридического факультета Казанского (Приволжского) федерального университета, с 1992 года декан юридического факультета данного университета.
В период работы преподавателем в Казанского университета последовательно избирался на должности старшего преподавателя (1979), доцента (с 1984), профессора кафедры уголовного права (2003).
Диссертация на соискание ученой степени кандидата юридических наук была защищена И. А. Тархановым в Московском государственном университете в 1979 году, а докторская диссертация на тему: «Поощрение позитивного поведения и его реализация в уголовном праве» — в 2002 году. В 1986 году ему было присвоено ученое звание доцента по кафедре уголовного права, а в 2004 году — учёное звание профессора по той же кафедре.
Область научных интересов: теоретические и практические аспекты учения о наказании и его изменения в процессе исполнения приговора; проблемы поощрения позитивного поведения и его реализации в уголовном праве.
Им издано более 80 научных, учебных и учебно-методических работ. Он является автором или соавтором 4 монографий, многих научных статей, опубликованных в ведущих юридических изданиях, выступал с докладами на международных и всероссийских конференциях, парламентских слушаниях в Совете Федерации Федерального Собрания Российской Федерации, научно-практических конференциях в Верховном Суде Российской Федерации и ряде других симпозиумов. Он член редколлегии изданий «Российский юридический журнал» и «Спортивное право».
Большое внимание И. А. Тарханов уделяет образовательной деятельности, совершенствованию высшего юридического образования в нашей стране и за её пределами.
С 1981 по 1983 годы он был преподавателем в Аденском университете (Йемен), одновременно исполняя обязанности заведующего кафедрой уголовного права и процесса. Им были изданы на арабском языке учебник по уголовному праву Народной Демократической Республики Йемен и монография. Его авторитет в этой стране определялся, в частности, тем, что затем в Казанском университете обучались йеменские граждане, в том числе в аспирантуре под его руководством.
Профессор И. А. Тарханов читает лекции по курсу уголовного права и спецкурс «Теоретические основы квалификации преступлений» студентам и магистрам юридического факультета Казанского университета. Он является соавтором, а также научным редактором 6 учебников и учебных пособий по уголовному праву, автором многих учебно-методических пособий. В течение ряда лет был председателем Государственной аттестационной Комиссии в Ульяновском государственном университете и его филиалах.
Преподаёт уголовное право, уголовно-исполнительное право, а также спецкурс «Теоретические основы квалификации преступлений».
Стаж педагогической работы c 1973 года. Является членом диссертационного совета. Занимается проблемами освобождения от наказания, замены наказаний.
2 июня 2015 года сложил с себя полномочия декана юридического факультета КФУ. И. о. декана распоряжением ректора назначена Бакулина Лилия Талгатовна.

## Награды и звания
- Заслуженный юрист РТ
- Заслуженный юрист РФ
- Почетная грамота Республики Татарстан (2001).
- Ученый секретарь кандидатского диссертационного Совета (КГУ).
- Член редколлегии журнала «Российский юридический журнал».
- Грант Российского фонда правовых реформ (2002). Фонда Сороса (2000).
- Принимал участие в работе международных конференций и семинаров: (Бельгия, 1995, 1998), (Москва, 2001, 2002, 2003), (Казань, 2001).
- Лауреат высшей юридической премии «Юрист года» в номинации «Правовое просвещение»(2013)

## Основные работы
- Личность преступника и применение наказания (в соавторстве). Казань: Изд-во КГУ, 1980. — 215 с.
- Замена наказания по советскому уголовному праву. Казань: Изд-во КГУ, 1982. — 185 с.
- Уголовное право НДРЙ. Учебник (на арабском языке), Аден, 1983. — 328 с.
- Множественность преступлений и уголовная ответственность. (в соавт. с Малковым В. П.). Аден, 1985. — 157 с.
- Поощрение позитивного поведения в уголовном праве. Казань: Изд-во КГУ, 2001. — 330 с.